# Varalaru
Pour plus de détails, voir Fiche technique et Distribution.
Varalaru (Histoire) est un film tamoul de K. S. Ravikumar réalisé en 2006. Il est joué par Ajith Kumar et Asin Thottumkal. Ce film a connu un énorme succès dans les régions du Tamil Nadu, du Kerala et de l'Andhra Pradesh.

## Synopsis
Ce film parle d'un homme d'affaires vivant dans la ville de Chennai avec son fils Vishnu. Ce dernier rencontre dans un village une femme, fille d'un homme d'affaires qui est aussi de Chennai, ils tombent amoureux et se fiancent. Mais quelques jours plus tard Vishnu adopte une attitude extrêmement étrange, il tente de violer sa fiancée, sa cousine, et il tente aussi de tuer son propre père.

## Fiche technique
- Titre original : Varalaru
- Titre anglais ou international : Varalaru: History Of Godfather
- Réalisation : K. S. Ravikumar
- Scénario : Crazy Mohan et K. S. Ravikumar
- Chorégraphie : Raju Sundaram
- Musique : A.R. Rahman
- Production : S.S. Chakravarthy
- Société(s) de production : NIC Arts
- Société(s) de distribution : Raj TV Network
- Pays d’origine :  Inde
- Langue originale : tamoul
- Format : couleur
- Genre : action, drame
- Durée : 166 minutes
- Dates de sortie :
  - Inde : 24 février 2006

## Distribution
- Ajith Kumar : Shivashankar
- Asin Thottumkal : Divya
- Sujatha

## Distinctions
Grâce à ce film, Ajith Kumar a été élu meilleur acteur tamoul en 2007.